# ناچو پاستور
ناچو پاستور (انگلیسی: Nacho Pastor؛ زادهٔ ۳ آوریل ۲۰۰۰) بازیکن فوتبال است.